# ظاهرخانه
ظاهرخانه (به لاتین: Zaher Khune) یک منطقهٔ مسکونی در افغانستان است که در ولایت زابل واقع شده‌است. ظاهرخانه ۱٬۶۴۶ نفر جمعیت دارد.